# Drummond Hoyle Matthews
Drummond Hoyle Matthews (5 de fevereiro de 1931 — Taunton, 20 de julho de 1997) foi um geólogo e geofísico marinho britânico.
Contribuiu de maneira significativa com a teoria das placas tectônicas. Seus estudos e pesquisas, juntamente com outros cientistas, mostraram que as variações nas propriedades magnéticas das rochas que dão forma a crosta oceânica ajudam a confirmar a teoria de Harry Hess (1906–1969) sobre a formação das montanhas oceânicas, resultantes do movimento das placas tectônicas que se dá devido as correntes convectivas de magma divergentes no manto.
Foi agraciado com a Medalha Chapman pela Royal Astronomical Society em 1973, com a Medalha Bigsby pela Sociedade Geológica de Londres em 1975, com o Medalha e Prémio Chree 1977 pelo Instituto de Física da Grã-Bretanha, com o Prémio Balzan pela Fondazione Internazionale Premio Balzan em 1981, com a Medalha Hughes pela Royal Society em 1982 e com a Medalha Wollaston pela Geological Society of London em 1989.